# Баральт, Рафаэль Мария
Рафаэль Мария Баральт (исп. Rafael María Baralt; 3 июля 1810, Маракайбо, Венесуэла — 4 января 1860, Мадрид) — венесуэльский и испанский учёный, бывший одновременно математиком (в числе первых закончивших военно-математическую академию), инженером, адвокатом, научным писателем, журналистом, историком, филологом, поэтом, литературным критиком, философом, дипломатом, политиком, педагогом.

## Биография
Родился в Венесуэле в семье полковника испанской колониальной армии; мать была родом с острова Эспаньола (ныне Гаити). Его рождение пришлось на период начала войны за независимость в испанских колониях, поэтому вскоре его семья из-за политических перипетий переехала в Санто-Доминго (ныне Доминиканская Республика), вернувшись в Венесуэлу в 1821 году. В 1827 году поступил в университет Боготы изучать философию и латынь, в 1830 году получил степень бакалавра. С 1829 года был редактором в газете «El Patriota del Zulia». В 1832 году окончил военно-математическую академию, до 1835 году работал при военном министерстве Венесуэлы, дослужившись до звания капитана артиллерии.
В 1840 году отправился в Париж, где написал историческую работу «Resumen de la Historia de Venezuela» и филологическую «Diccionario de Galicismos». 13 сентября 1841 года покинул Венесуэлу и поселился в Лондоне. В 1843 году Баральт был отправлен в Испанию с дипломатической миссией. Вскоре он получил испанское гражданство. Активно участвовал в политической жизни Испании. Жил в Севилье и Мадриде, в этих городах написал большую часть своих работ. Особенной известностью пользовалась его поэтическая ода «Adiós a la Patria» («Прощание с родиной», 1844). Занимался издательской деятельностью на государственной службе: некоторое время возглавлял редакцию «Gaceta de la Corona», также был руководителем национальной типографии. Был первым человеком латиноамериканского происхождения, ставшим членом Королевской академии испанского языка.